# Jean-Joseph Ader
Jean-Joseph Ader (Ustaritz, 16 de octubre de 1796-Bassussarry, 12 de abril de 1859) fue un escritor, dramaturgo e historiador francés.

## Biografía
Ader estudió en un seminario en Euskal Herria y se trasladó a París en 1813 para estudiar Medicina y Derecho.
Su carrera literaria comenzó con colaboraciones en Diable boiteux, Frondeur, Pandore y Mercure du XIXe siècle. La publicación de los artículos le conllevó numerosos problemas con las autoridades. En 1826, de hecho, fue condenado a cinco días de prisión, frente a los tres meses que se pedían, por un artículo anónimo que se creía de su autoría, titulado «Robin des bois» y publicado en Frondeur. Posteriormente se mudó a Bélgica, donde fundó con Pierre François Tissot Constitutionnel des Pays-Bas, otro periódicos que fue prohibido rápidamente.
En julio de 1830, fue uno de los trescientos periodistas y escritores que llamaron a la insurrección para conseguir la abdicación de Carlos X.
Sus obras de teatro se interpretaron en el Teatro del Odéon y en el de la Puerta de San Martín, así como sobre otras tablas importantes de la capital francesa.

## Obras
| - 1817: Traité du mélodrame, con Abel Hugo y Armand Malitourne - 1824: Ludovic Sforce, tragedia en cinco actos - 1825: Les Deux écoles, ou le Classique et le romantique, comedia en tres actos y en verso, con Joseph-Léonard Detcheverry - 1826: Résumé de l'histoire du Béarn, de la Gascogne supérieure et des Basques - 1826: Napoléon devant ses contemporains - 1826: Histoire de L’expédition d’Égypte et de Syrie, con Charles Théodore Beauvais de Préau - 1826: L'Actrice, ou les Deux portraits, comedia en un acto y en verso, con Louis Marie Fontan | - 1827: Le Cachemire, comedia en un acto y en verso, con Édouard d'Anglemont - 1827: Petit rocher de Cancale - 1828: Les Suites d'un coup d'épée, comedia en un acto y en prosa, con Émile Brousse - 1828: Plutarque des Pays-Bas, ou Vies des hommes illustres de ce royaume - 1829: La Bossue, ou, Le Jour de La Majorit, comedia en un acto y en verso, con Fontan - 1829: Gillette de Narbonne, ou le Mari malgré lui anecdote du XVe siècle, comédie-vaudeville en tres actos, con Fontan y Charles Desnoyer | - 1830: Jeanne la Folle, ou, La Bretagne au XIIIe siècle, drama histórico en cinco actos y en verso, con Fontan y Alfred de Rhéville - 1832: Le Barbier du Roi D'Aragon, con Louis Marie Fontan y Louis Alexandre Piccinni - 1834: L'Angélus, opéra comique en un acto, con música de Casimir Gide - 1839: L'Oncle modèle, vaudeville en un acto - 1839: Deux Normands, vaudeville en un acto - Folle qui se désole, romance, con Fontan y Desnoyer - L'enfance d’Henri IV, poesía |